# Prairie Wind
Prairie Wind je dvacátésedmé studiové album kanadského hudebníka Neila Younga, vydané v září 2005 u vydavatelství Reprise Records. Nahráno bylo během března toho roku a o produkci se staral Young spolu se svým dlouholetým spoluhráčem Benem Keithem.

## Seznam skladeb
Autorem všech skladeb je Neil Young.
| Pořadí | Název                             | Délka |
| ------ | --------------------------------- | ----- |
| 1.     | The Painter                       | 4:36  |
| 2.     | No Wonder                         | 5:45  |
| 3.     | Falling Off the Face of the Earth | 3:35  |
| 4.     | Far from Home                     | 3:47  |
| 5.     | It's a Dream                      | 6:31  |
| 6.     | Prairie Wind                      | 7:34  |
| 7.     | Here for You                      | 4:32  |
| 8.     | This Old Guitar                   | 5:32  |
| 9.     | He Was the King                   | 6:08  |
| 10.    | When God Made Me                  | 4:05  |

## Obsazení
- Neil Young – zpěv, kytara, harmonika, klavír
- Ben Keith – dobro, pedálová steel kytara, slide kytara
- Spooner Oldham – klavír, varhany, elektrické piano
- Rick Rosas – baskytara
- Karl Himmel – bicí, perkuse
- Chad Cromwell – bicí, perkuse
- Grant Boatwright – kytara, doprovodné vokály
- Clinton Gregory – housle
- Wayne Jackson – žestě
- Thomas McGinley – žestě
- Emmylou Harris – zpěv
- Pegi Young – doprovodné vokály
- Diana Dewitt – doprovodné vokály
- Anthony Crawford – doprovodné vokály
- Gary Pigg – doprovodné vokály
- Curtis Wright – doprovodné vokály
- Chuck Cochran – aranžmá smyčců
- Fisk University Jubilee Choir – sbor